# HyperFont
HyperFont est une police de caractères à chasse fixe (tous les caractères ont exactement la même largeur) et linéale (ou « sans serif »), créée en 1993 par Hilgraeve (en) pour le programme HyperTerminal, un émulateur de terminal, intégré à Windows à partir de la version 2.0.
HyperFont fut créée de manière à permettre une vue de 80 colonnes dans le terminal.